# 范岱年
范岱年（1926年10月26日—），男，浙江上虞人，中国科学哲学家、科学史家，中国科学院科技政策与管理科学研究所研究员。